# Jimena de la Frontera
Jimena de la Frontera ist eine südspanische Kleinstadt und eine Gemeinde (municipio) mit 6.695 Einwohnern (Stand: 2024) im Südosten der Provinz Cádiz in der Autonomen Gemeinschaft Andalusien.

## Lage und Klima
Die ca. 30 bis 100 m hoch gelegene Kleinstadt Jimena de la Frontera ist gut 130 km (Fahrtstrecke) in südöstlicher Richtung von der Provinzhauptstadt Cádiz entfernt; die Städte Algeciras bzw. Gibraltar liegen jeweils gut 40 km südlich. Das Klima ist gemäßigt bis warm; Regen (ca. 740 mm/Jahr) fällt überwiegend im Winterhalbjahr.

## Bevölkerungsentwicklung
| Jahr      | 1857  | 1900  | 1950   | 2000  | 2020  |
| Einwohner | 7.315 | 7.549 | 10.660 | 9.088 | 6.746 |

Zur Gemeinde gehören auch der ca. 1.800 Einwohner zählende Ort San Pablo de Buceite sowie der Vorort Los Angeles. Im Jahr 2018 wurde die Gemeinde San Martín del Tesorillo ausgegliedert.

## Wirtschaft
An erster Stelle im Wirtschaftsleben der Gemeinde steht traditionell die ursprünglich zur Selbstversorgung betriebene Landwirtschaft einschließlich der Viehzucht. Auf den meist bewässerten Feldern werden Weizen, Gerste, Weinreben, Olivenbäume, Orangen und seit den 1990er Jahren auch Jujuben und Guaven angebaut; die Hausgärten liefern Gemüse sowie Kartoffeln, Tomaten, Zwiebeln etc.

## Geschichte
Spuren einer prähistorischen Besiedlung sind unter anderem die bronzezeitlichen Felszeichnungen in der nahe gelegenen Höhle Cueva de la Laja Alta. Zu Zeiten der Römer prägte Oba, das römische Jimena, eigene Münzen. Das maurische Ximena gehörte zu einem System von Befestigungsanlagen an der Grenze zwischen Mauren und Christen, das von Algeciras bis nach Torre Alháquime reichte. Das Gebiet wurde im Jahr 1431 vom kastilischen Marschall Pedro García de Herrera aus den Händen der Mauren zurückerobert (reconquista), doch fiel die Gegend im Jahr 1451 nochmals für 5 Jahre an das Nasridenreich von Granada zurück. Später befand es sich im Besitz wechselnder Grundherren (señores).

## Sehenswürdigkeiten und Kultur

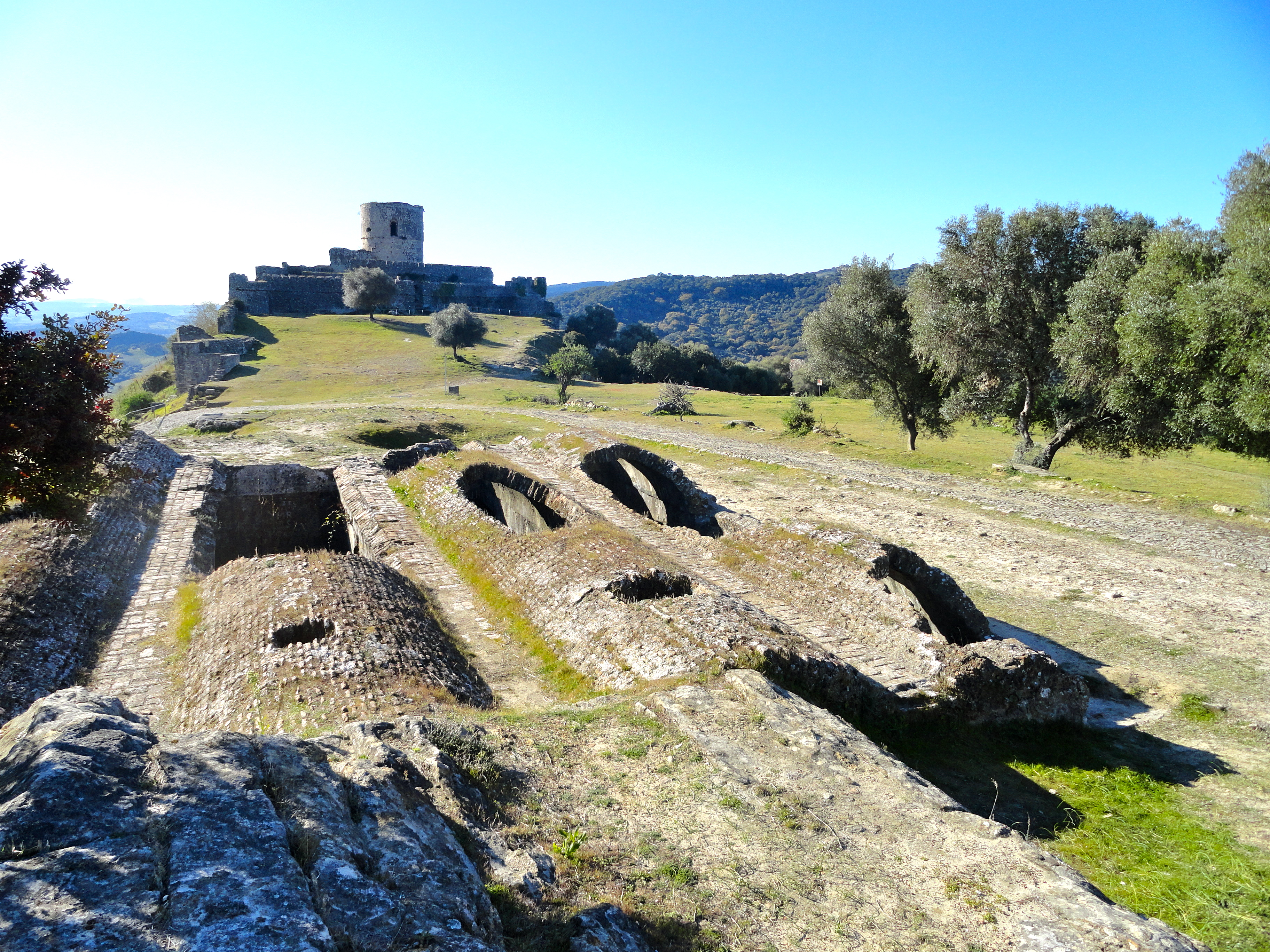
Castillo

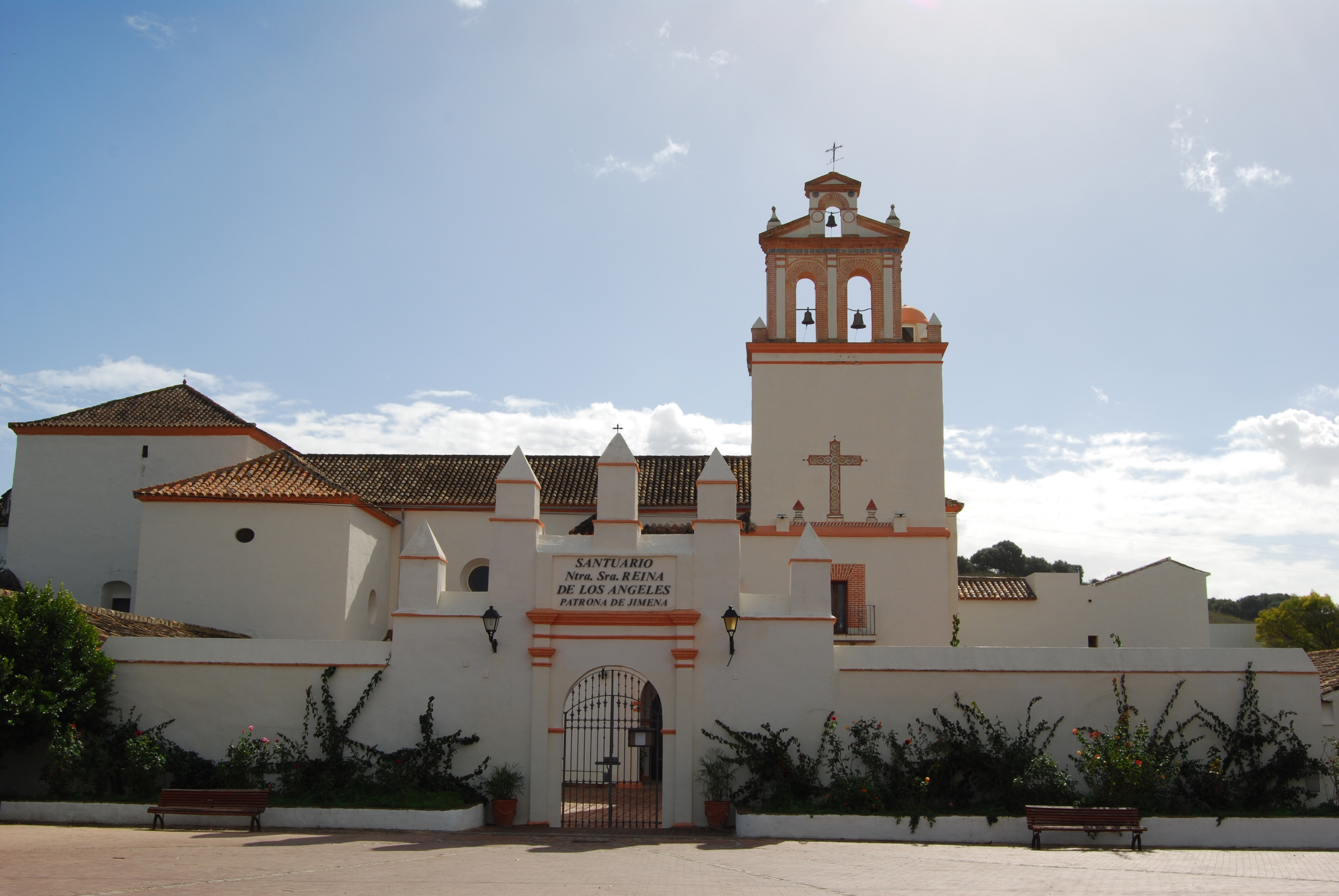
Santuario de los Ángeles

- Cueva de la Laja Alta mit frühgeschichtlichen Schiffsbildern.
- Das Castillo de Jimena de la Frontera entstand als Grenzfeste zwischen islamischer und christlicher Einflusssphäre im 13./14. Jahrhundert.
- Die Iglesia de la Misericordia entstand im 15. Jahrhundert an der Flanke des Burgfelsens. In den 1920er Jahren endete ihre religiöse Bestimmung, denn sie wurde in ein kleines Lokalmuseum umgewandelt, in welchem Stücke aus allen Epochen der Stadtgeschichte gezeigt werden.[6][7]
- Die Iglesia de Nuestra Señora de la Victoria entstand vielleicht schon im 16. Jahrhundert, denn ihr Name erinnert an den Sieg der Christen über die Muslime; ihr heutiger Zustand entspricht jedoch dem einer Kirche des 17./18. Jahrhunderts. Sie verfügt über einen kleinen Kreuzgang (claustro).[8]
- Eine Munitionsfabrik (Real Fábrica de Artillería de Carlos III) wurde im Jahr 1777 von Karl III. errichtet, um Kanonenkugeln – vor allem für den Einsatz in den amerikanischen Kolonien – herzustellen. Die Wasserversorgung durch den Río Hozgarganta, der im Sommer austrocknet, erwies sich jedoch als so unzuverlässig, dass der Betrieb bereits 1786 wieder eingestellt wurde. Neben der Fabrik sind die umfangreichen Kanäle am Flussufer zu erwähnen, in denen das Wasser zur Fabrik geleitet wurde.[9]

Umgebung
- Das ca. 2,5 km südöstlich des Ortes gelegene Santuario de Nuestra Señora de los Ángeles war ursprünglich eine Niederlassung des Franziskanerordens und wird bereits im 15. Jahrhundert erwähnt; der heutige Zustand geht jedoch auf das 17./18. Jahrhundert zurück.[10]